# Klingersmühle
Klingersmühle ist ein Gemeindeteil des Marktes Steinwiesen im Landkreis Kronach (Oberfranken, Bayern).

## Geographie
Die Einöde liegt am rechten Ufer der Rodach und an der Staatsstraße 2207, die der Rodach entlang zur Schwarzmühle (0,7 km südwestlich) bzw. zur Kochsmühle führt (0,4 km nordöstlich).

## Geschichte
Gegen Ende des 18. Jahrhunderts gehörte Klingersmühle zur Realgemeinde Steinwiesen. Das Hochgericht übte das bambergische Centamt Kronach aus. Die Grundherrschaft über die Mahlmühle hatte das Kastenamt Kronach inne.
Mit dem Gemeindeedikt wurde Klingersmühle dem 1808 gebildeten Steuerdistrikt Steinwiesen und der 1818 gebildeten Ruralgemeinde Steinwiesen zugewiesen.

### Einwohnerentwicklung
| Jahr      | 001818 | 001861 | 001871 | 001885 | 001900 | 001925 | 001950 | 001961 | 001970 | 001987 |
| Einwohner |        | 7      | 11     | 11     | 0      | 6      | 6      | 5      | 2      | 6      |
| Häuser    | 1      |        |        | 2      | 1      | 1      | 1      | 1      |        | 1      |
| Quelle    | [ 5 ]  | [ 7 ]  | [ 8 ]  | [ 9 ]  | [ 10 ] | [ 11 ] | [ 12 ] | [ 13 ] | [ 14 ] | [ 1 ]  |

## Religion
Der Ort ist römisch-katholisch geprägt und nach Mariä Geburt (Steinwiesen) gepfarrt.